# Дламини, Бхеки
Принц Бхеки Дламини (англ. Bheki Dlamini; род. 1952) — свазилендский государственный  деятель, исполняющий обязанности Премьер-министра Свазиленда (18 сентября — 23 октября 2008).

## Биография
Представитель королевской семьи. В 2006—2013 годах был руководителем канцелярии короля Мсвати III. После отставки предыдущего правительства премьер-министра Абсалома Тембы Дламини  король Мсвати III назначил его исполняющим обязанности премьер-министра Свазиленда. Через месяц его сменил Барнабас Сибусисо Дламини.